# Bazni predor Furka
Bazni predor Furka je švicarski železniški predor na progi Matterhorn Gotthard Bahn Furka–Oberalp, železnici vzhod-zahod, ki povezuje kantona Valais in Uri. Njegov zahodni portal leži vzhodno od Oberwalda (VS), na 1390 m  nadmorske višine, njegov vzhodni portal pa leži južno od Realpa (UR), na 1550 m.
Pred njegovo izgradnjo je moral ves promet uporabljati zgodovinsko visokogorsko pot prek 1,8 km dolgega predora Furka-Scheiteltunnel, ki je bil na voljo le sezonsko zaradi nevarnosti močnega sneženja. Gradnja se je začela leta 1971 in je trajala deset let. Uporabljen je bil inovativen trajni nosilni sistem, sestavljen iz skalnih sider in premaza iz brizganega betona, ki je vključeval prvo uporabo injektiranja na osnovi poliuretana v železniškem predoru. Predor ima razmeroma ozek presek, kar naj bi nekoliko upočasnilo gradnjo. Medsebojno povezovalni predor Bedretto je bil med gradnjo baznega predora Furka uporabljen za odstranjevanje izkopanega materiala kot tudi za premikanje zalog navznoter; od takrat se ponovno uporablja za prezračevanje.
Bazni predor Furka je dolg 15.407 m in je nadomestil prejšnjo progo, ki se je povzpela do vrha 2160 m nad morsko gladino, kar omogoča celoletno storitev prek storitve na progi Furka–Oberalp. Na sredini baznega predora je 5221 metrov dolg dostopni predor do mesta Bedretto v kantonu Ticino (nadmorska višina 1480 m; nekateri zagovorniki projekta so upali, da bodo sčasoma zgradili predor v obliki črke Y, ki povezuje vse tri lokacije. Bazni predor Furka zaključuje obvozni predor okoli Oberwalda.

## Zgodovina

### Ozadje
Pred odprtjem baznega predora Furka je ves železniški promet na progi Furka–Oberalp prečkal zahteven teren med Valaisom in Urijem po zgodovinski visokogorski poti z uporabo 1,8 km dolgega predora Furka-Scheiteltunnel. Ta odsek proge je bil še posebej zahteven za obratovanje, saj je bilo njegovo zaprtje v zimskih mesecih zaradi nevarnosti, povezanih z obilnimi snežnimi padavinami, nujno. Ti sezonski cikli zapiranja in ponovnega odpiranja so vsakokrat zahtevali gradbena dela, saj je bilo treba razstaviti in ponovno vzpostaviti velike dele železniških nadzemnih električnih vodov.
Zamenjava predora Furka-Scheiteltunnel z baznim predorom je bila dolgo časa opredeljena kot privlačna rešitev, vendar so bili obeti za izgradnjo takega predora zapleteni zaradi številnih dejavnikov tako pri njegovem načrtovanju kot pri gradnji. Začetno dovoljenje zveznega sveta za pripravljalna dela je bilo dano leta 1971. Leta 1976 je švicarski parlament sprejel obsežen predlog zakona za gradnjo baznega predora, ki ga je sponzoriral Roger Bonvin; skupni stroški njegove gradnje so bili prvotno ocenjeni na 76 milijonov frankov.  Vendar so se te ocene izkazale za drastično neustrezne, ko se je projekt nadaljeval, pri čemer so bile številke, ki presegajo 300 milijonov frankov, dosežene pred dokončanjem baznega predora. Okoli teh prekoračitev stroškov so obstajale znatne politične napetosti, ki naj bi prispevale k Bonvinovemu slabemu zdravju proti koncu projekta; Bonvin je umrl tik pred odprtjem leta 1982. Plošča v spomin na Rogerja Bonvina je nameščena kot vhod v osnovni predor v Oberwaldu.

### Gradnja
Leta 1971 so se začela dela na vrtanju predora Bedretto, ki je deloval kot prizidek baznega predora Furka. Izkopan s konvencionalnimi tehnikami, vključno z vrtanjem in razstreljevanjem, je bil razmeroma ozek rov skozi golo skalo. Uporabljali so ga med gradnjo baznega predora Furka za odstranjevanje izkopanega materiala kot tudi za prenos zalog na gradbišče. Predor Bedretto je bil po dokončanju predora Furka nekaj časa zapuščen in ni bil uporabljen niti za nujni dostop niti za vzdrževanje, deloma zaradi treh ločenih zrušitev. V letu 2010 so ga obnovili, da bi prilagodili nov prezračevalni sistem za predor Furka, namenjen dovajanju svežega zraka v primeru večjega požara v slednjem predoru.
Gradbene tehnike, uporabljene za bazni predor Furka, so bile razmeroma inovativne za to dobo. Ena takšnih tehnik je vključevala uporabo nedavno razvitega fugiranja na osnovi poliuretana, da bi bila skala, ki obdaja portale predora, neprepustna. To naj bi bila prva uporaba takega materiala v železniškem predoru. Trajno oporo predora so sestavljala le skalna sidra in obloga iz brizganega betona po večini dolžine. Območja posebej visokega skalnega pritiska so bila obravnavana z izkopom eliptičnega ali krožnega profila in uporabo jeklenih reber. Inženirje je pri uporabi podpornih ukrepov vodila vrsta geoloških študij, skupaj z izkušnjami pri gradnji, da bi napovedali in spremljali sistematično deformacijo.
Kljub prisotnosti več kompleksnih geoloških značilnosti vzdolž vrtine je delo običajno potekalo enakomerno. Običajno je bilo vsak mesec obloženih 400 metrov predora, ta stopnja pa je bila podprta s petimi posameznimi stroji za brizgani beton, ki so delovali sočasno. Do konca gradnje je bilo porabljenih približno 70.000 m³ suhih agregatov in cementne mešanice ter vgrajenih 115.000 sider.
Dokončan bazni predor Furka je v celoti opremljen z enim tirom, njegov presek pa se po vsej dolžini giblje med 26 in 42 m². Ta pogosto ozek presek je bil pripisan kot eden od razlogov za desetletno gradnjo predora, saj je oviral premikanje obsežne gradbene opreme.

## Življenjska doba
Leta 1982 je bil bazni predor Furka odprt za promet. V prvem letu obratovanja je bil predor uporabljen za prevoz več kot 75.000 osebnih avtomobilov, tovornjakov in avtobusov. Od leta 2009 bazni predor služi regionalnim vlakom vsako uro in desetim dnevnim vlakom Glacier Express med Zermattom in smučarskim mestom St. Moritz. Med zimsko smučarsko sezono se je promet v predoru nenehno približeval največji zmogljivosti.
Medtem ko je bila starejša visokogorska pot sprva zaprta po preusmeritvi vseh rednih prevozov skozi novi bazni predor Furka, je to progo od takrat ponovno odprla železnica Furka Heritage Railway, ki redno vozi turistične vlake in muzejsko železnico s parno lokomotivo skozi zgodovinski prelaz Furka, vključno s predorom Furka-Scheiteltunnel na vrhu.
Avgusta 2018 se je začela obsežna posodobitev infrastrukture baznega predora Furka. Ta program, ki stane 190 milijonov CHF, se v veliki meri vrti okoli obnove konstrukcije predora, obsežne zamenjave tira in tirnice ter vključitve različnih varnostnih ukrepov. Predor običajno deluje ves čas postopka, tako da se večina dela opravi ponoči. Posebna pozornost je bila namenjena prezračevanju predora, namenjenemu obvladovanju nevarnosti, kot so požari. Kljub temu ostaja v predoru močan vonj po žveplu.
- Oberwald bypass tunnel (1366 m)
- West portal (1390 m)
- East portal (1550 m)
- Bedretto window (1480 m)

## Geotermalna uporaba
Na zahodnem portalu v Oberwaldu vsako minuto iz predora odteče 5400 litrov vode s temperaturo 16 °C, ki se porabi prek tako imenovanega hladnega lokalnega ogrevalnega omrežja. Voda je speljana v Oberwald in s pomočjo toplotnih črpalk ogreva 177 stanovanj in športno dvorano. Skupna instalirana moč je 960 kW.